# Busovača (Morine, BiH)
Busovača je katunsko naselje na Morinama. Morine je bila najpoznatija "planina" humnjačkih Hrvata. Na Morinama su poznata hrvatska katunska naselja Planinica, Lakat, Gornje i Donje Somine, Podgvoznica i druge.
Somine pripadaju nevesinjskoj župi, kojom upravlja dijecezanski svećenik, prostire se u općinama Nevesinje i Kalinovik, i obuhvaća ova naselja: Baketa, Bojišta, Boljuni, Busovača, Cerova, Crvanj, Dramiševo, Kruševljani, Morine, Nevesinje, Obadi, Obalj, Orlovac, Pridvorci, Seljani, Somine, Sopilja, Tomišlja, Ulog i Vranješina.
Katolički vjernici, stočari planištari iz mjesta Somine, Crvanj, Busovača, Morine, Somine i Orlovac gravitiraju planištarskoj crkvi sv. Ilije na Morinama, na kojima je nekoć ljeti bivalo oko 800 katoličkih duša u više od 100 kućanstava.
Obitelji koje su iz 'Humnine' izlazile ljeti na 'Planinu' u Busovaču su obitelji Prce i Obad.
Budući da se na planini se ostajalo po tri do četiri ljetna mjeseca, uz katune su nastajala i groblja i pojedinačna grobišta. Zasad se zna za jedan dječji grob iz vremena Austro-Ugarske s križem na predjelu Predrti dol u Busovači.
Neki od hrvatskih rodova imali su svoja vlastita groblja, a na njima se pokapalo i pokojnike iz drugih hrvatskih rodova koji su planištarili u tom dijelu. Komunističko doba i rat u BiH učilini su da Planinica, Morine, groblje na Balinovači i druga groblja budu zaboravljeni od unuka starih planištara.

## Vanjske poveznice
- Župa Uznesenja BDM, Nevesinje Na Morinama ilindanska slava, 22. srpnja 2012.
- Župa Uznesenja BDM, Nevesinje Tragom planištara iz Donje Hercegovine po Morinama, Sominama..., 1. rujna 2010.